# Württembergische Pfarrhauskette

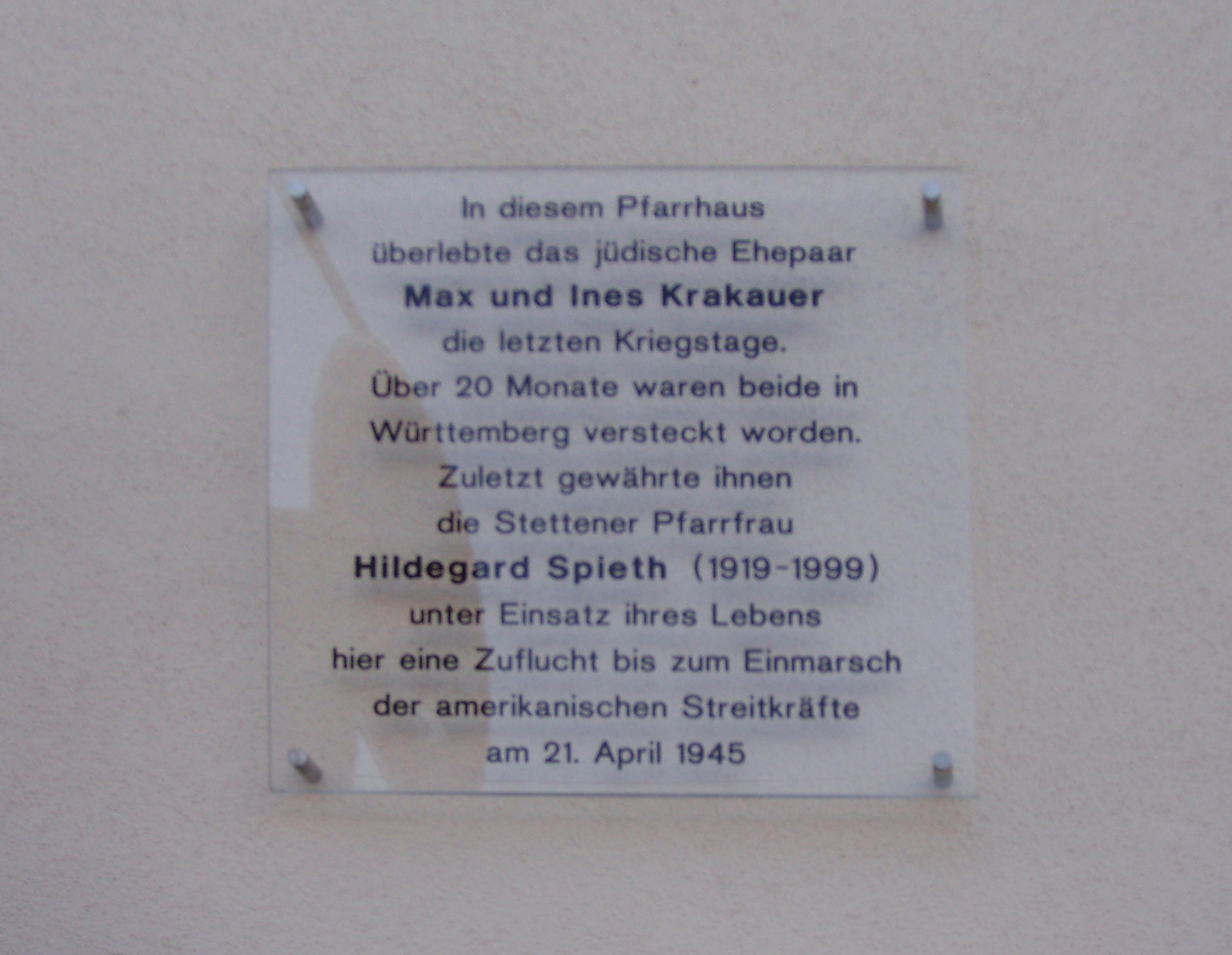
Gedenktafel am Pfarrhaus in Stetten im Remstal

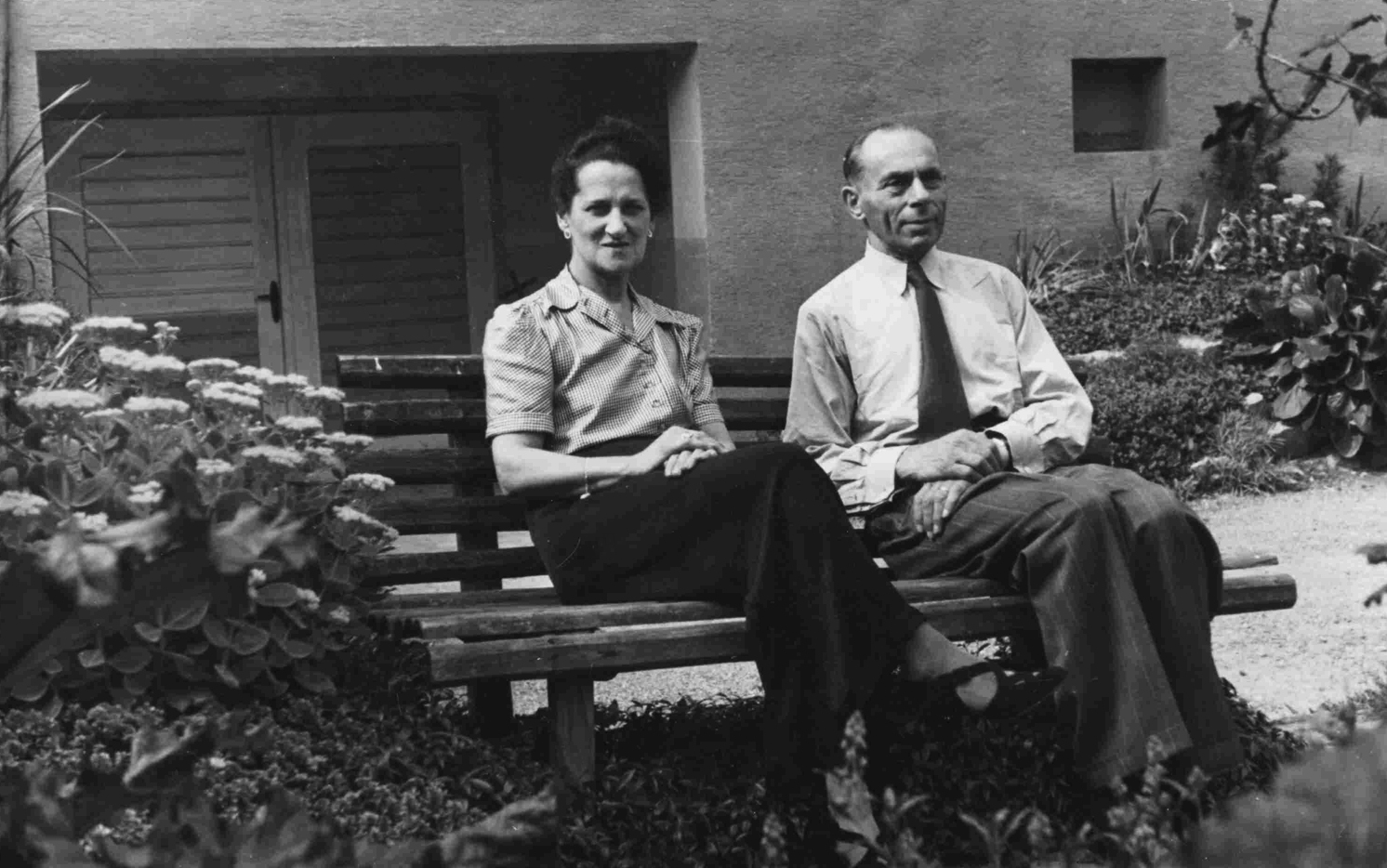
Das Ehepaar Krakauer

Die Württembergische Pfarrhauskette war eine Untergrundorganisation während der letzten Jahre des Nationalsozialismus in Württemberg.

## Organisation
Mitglieder der Württembergischen Pfarrhauskette waren Pfarrer und deren Angehörige, die in ihren Kirchen oder Privathäusern Juden und andere Verfolgte aufnahmen und deren Identität verschleierten oder die Menschen auch verbargen, um sie vor dem Zugriff der Nationalsozialisten zu schützen. Organisiert wurde die Pfarrhauskette von Theodor Dipper. Es waren Einzelpersonen bzw. Ehepaare, die die Pfarrhauskette bildeten, sie gehörten allerdings zumeist oft mehreren Organisationen an wie der Kirchlich-theologischen Sozietät in Württemberg, der Evangelischen Bekenntnisgemeinschaft in Württemberg oder dem Tübinger Bibelkreis. Oft wurde vorgegeben, bei den kurzzeitig in den Familien der Pfarrer lebenden Personen handle es sich um Verwandte oder Ausgebombte. Sie wurden jeweils nur für kurze Zeit an einem Ort untergebracht und dann an das nächste Mitglied der Kette weitervermittelt. Auf diese Weise überlebte etwa das Ehepaar Max und Ines Krakauer 27 Monate lang und war während dieser Zeit in zahlreichen verschiedenen Quartieren untergebracht. Außer dem Ehepaar Krakauer sind 17 weitere Namen von Personen bekannt, die durch die Hilfe der Württembergischen Pfarrhauskette das Dritte Reich überleben konnten.
Mehrere Mitglieder der Württembergischen Pfarrhauskette wurden mit dem israelischen Ehrentitel Gerechter unter den Völkern ausgezeichnet.

## Mitglieder der Württembergischen Pfarrhauskette (unvollständige Liste)
- Eberhard Beck, Korb
- Gustav Beierbach, Metzingen
- Alfred Brecht, Calw
- Friedrich Delekat, Stuttgart
- Hermann Diem, Ebersbach an der Fils
- Alfred Dilger, Bad Cannstatt
- Theodor Dipper,[3] Mauritiuskirche in Reichenbach an der Fils
- Erhard Eisenmann, Kuppingen
- Elsa Elsäßer, geb. Lamparter, Witwe von W. Elsäßer, Mittelstadt
- Richard Gölz, Wankheim
- Elisabeth Goes, geb. Schneider, Frau von Albrecht Goes, Gebersheim
- Paul Harr, Stuttgart-Sillenbuch
- Rudolf Held, Simmozheim
- Gottfried Hermelink, Nufringen
- Gotthold Hezel, Neuffen
- Margarete Hoffer, Schwenningen
- Paul Hornberger, Altbach
- Karl Jung, Bempflingen
- Albert Kimmich, Beinstein
- Walter Kleinknecht, Kayh
- Hermann Maurer, Korntal
- Otto und Gertrud Mörike, Flacht
- Kurt Müller,[4] Stuttgart
- Erwin Palmer, Göppingen
- Georg Pfäfflin, Waldenbuch[5]
- Ernst Rapp, Owen
- Georg Reith, Oferdingen
- Otto und Gertrud Riehm, Ispringen
- Adolf Rittmann, Dettingen/Erms
- Rudolf Roller, Enzweihingen
- Paul und Erika Schempp, Iptingen[6]
- Paul und Marianne Schmidt, Südkirche in Esslingen am Neckar
- Gustav Adolf Schreiber, Stuttgart-Mühlhausen
- Helmut und Hildegard Spieth, Stetten im Remstal
- Johanna und Eugen Stöffler mit Tochter Ruth, Köngen[7]
- Johannes Wahl, Rutesheim
- Margarethe (Grete) und Paul Werner, Riederich
- Hermann und Elsbeth Zeller, Waiblingen